# 長尾三娘鯊
長尾三娘鯊，是台灣民間傳說中出現在台灣水域的異形鯊魚，擁有詛咒他人的能力。

## 外型與能力
長尾三娘鯊的頭部是女人的頭，還擁有能詛咒他人的魔眼，如果抓到牠的話就會帶來厄運。

## 分布
傳說中長尾三娘鯊主要分布在台灣的近海地區。

## 現代研究
有一種叫做深海狐鯊的鯊魚，牠們可以生活在近海淺水的地區、在台灣有四周有棲息的群體、而且還有「長尾鯊」、「三娘鯊」等俗名，很有可能就是長尾三娘鯊的真身。

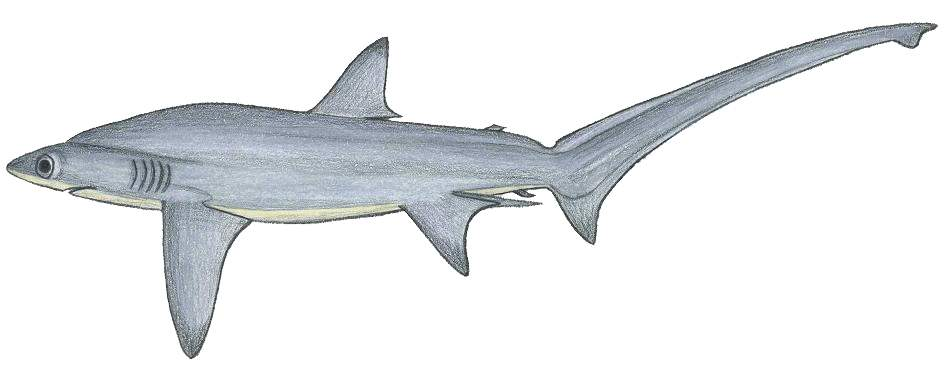
長尾鯊

## 其他傳說
據說在荷治時期時，熱蘭遮城附近的水域曾出現人魚，人魚出現不久後鄭成功便開始進攻臺灣，因此有人認為是人魚帶來了厄運。